# Ange Kagame
Ange Kagame és el segon fill i única filla de Paul Kagame, actual president de Ruanda. Ha estat involucrada en causes que inclouen l'enfortiment de la dona, l'educació i l'erradicació de la pobresa, així com campanyes de vacunació massiva.

## Primers anys i educació
Kagame va néixer el 8 de setembre de 1993 a Brussel·les, Bèlgica. El seu pare és Paul Kagame, sisè i actual President de la República de Ruanda i líder del partit governant del país, el Front Patriòtic Ruandès. La seva mare Jeannette Nyiramongi és la primera dama de la República de Ruanda. Com a primera filla del president, té un poder i una influència tant formals com informals.
Kagame va completar la seva formació a l'estranger i va estar absent de la mirada pública la major part de la seva infantesa aper motius de seguretat i privacitat. Va estudiar al Dana Hall School, una escola preparatòria privada situada a Wellesley (Massachusetts) als Estats Units. Va continuar al Smith College on va fer estudis superiors de Ciències Polítiques amb una secundària en estudis africans. Kagame parla anglès, francès i kinyarwanda.

## Altres activitats

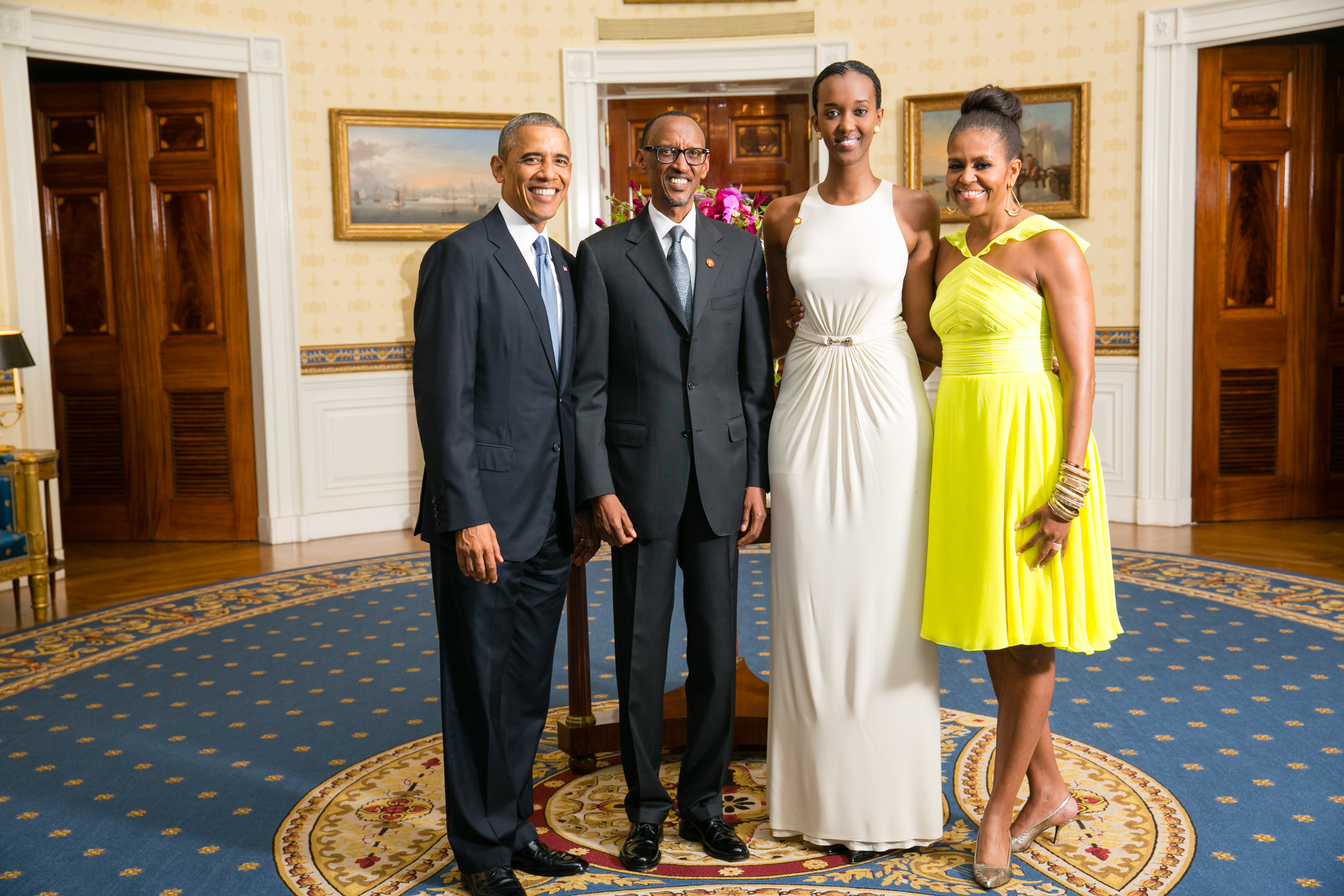
Ange Kagame (segona a la dreta) amb el President Barack Obama (esquerra), el seu pare Paul Kagame, President de Ruanda (segona l'esquerra), i la primera dama Michelle Obama (dreta).

En 2014 va acompanyar el seu pare a la Casa Blanca per un sopar hostatjats pel President Barack Obama. El sopar era part de la Cimera de Líders d'Àfrica i els Estats Units de tres dies celebrada l'agost d'aquell any, en què els líders de la majoria dels països africans es van reunir per discutir el comerç, la inversió i la seguretat del continent.

## Vida personal
Kagame és la segona dels tres fills de la família, Ivan Cyomoro, Ian Kagame, i Brian Kagame. Li agrada el bàsquet i el futbol, i és seguidora dels Boston Celtics i l'Arsenal.